# Diocèse de Serrinha

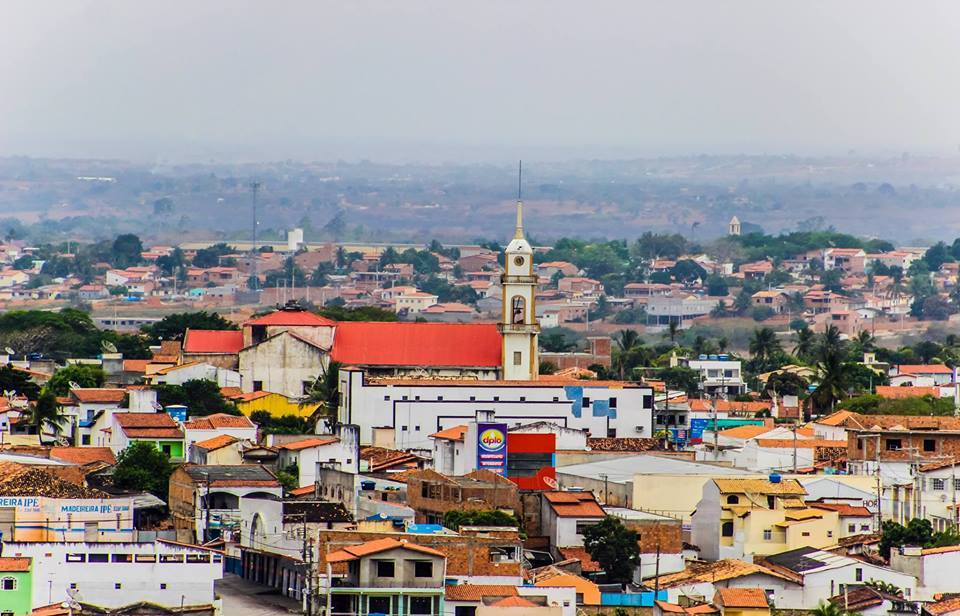
Le centre de la ville de Serrinha avec la cathédrale Sainte-Anne.

Le diocèse de Serrinha (en latin, Dioecesis Serrignensis) est une circonscription ecclésiastique de l'Église catholique au Brésil.
Son siège se situe dans la ville de Serrinha, dans l'État de Bahia. Créé en 2005, il est suffragant de l'archidiocèse de Feira de Santana et s'étend sur 17 169 km2.
Son évêque depuis 2021 est Mgr Hélio Pereira dos Santos.